# Rosmolen Erve Kots
De Rosmolen Erve Kots is een rosmolen, gebouwd als oliemolen. Hij staat in het openluchtmuseum Erve Kots in Lievelde. Het was oorspronkelijk een korenmolen en stond in de boerderij van S.J.J. Geesink te Lievelde. Later stond er een vrijwel intacte oliemolen in de schuur van G.J.J. Geesink te Lievelde. Omdat de schuur verbouwd zou worden tot veestal is het drijfwerk aangekocht door de voormalige eigenaar, G.J. Weenink, van Erve Kots en in 1963 daarheen getransporteerd. Aldaar was het gebouw voor de oliemolen, uitgevoerd in vakwerk met bakstenen, in 1968 en het drijfwerk in 1972 klaar.
De molen heeft koppel kantstenen en een slagblok met één laad. Er is een slaghei en een loshei. De molen heeft geen stampers. Verder is er een vuister voor het verwarmen van het meel en een kaak voor het stropen van de koeken.
Voor het paard is er een stal in de molen.
De molen is als onderdeel van het museum te bezichtigen en wordt nu voor bezoekers aangedreven door een elektromotor.

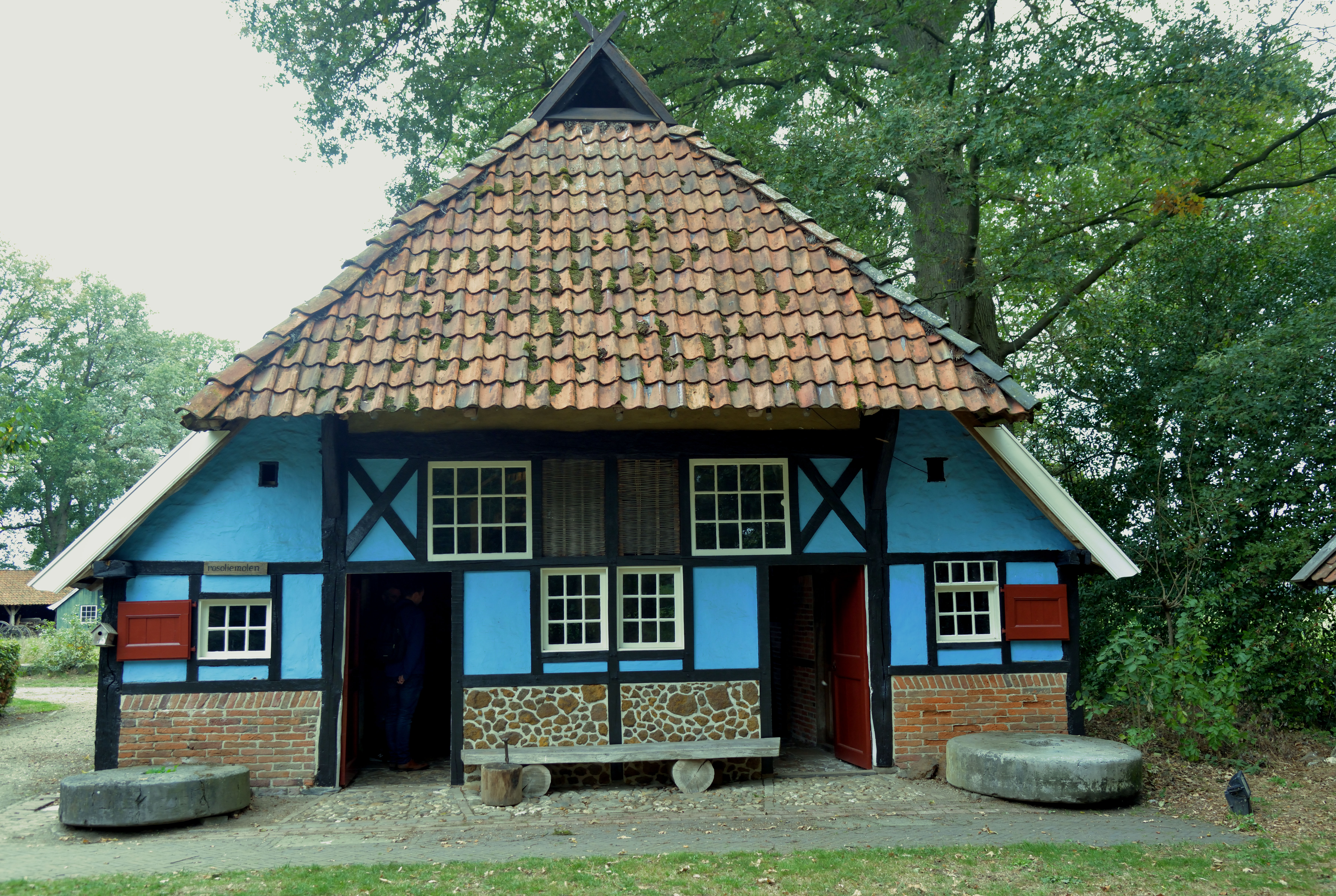
Oliemolen
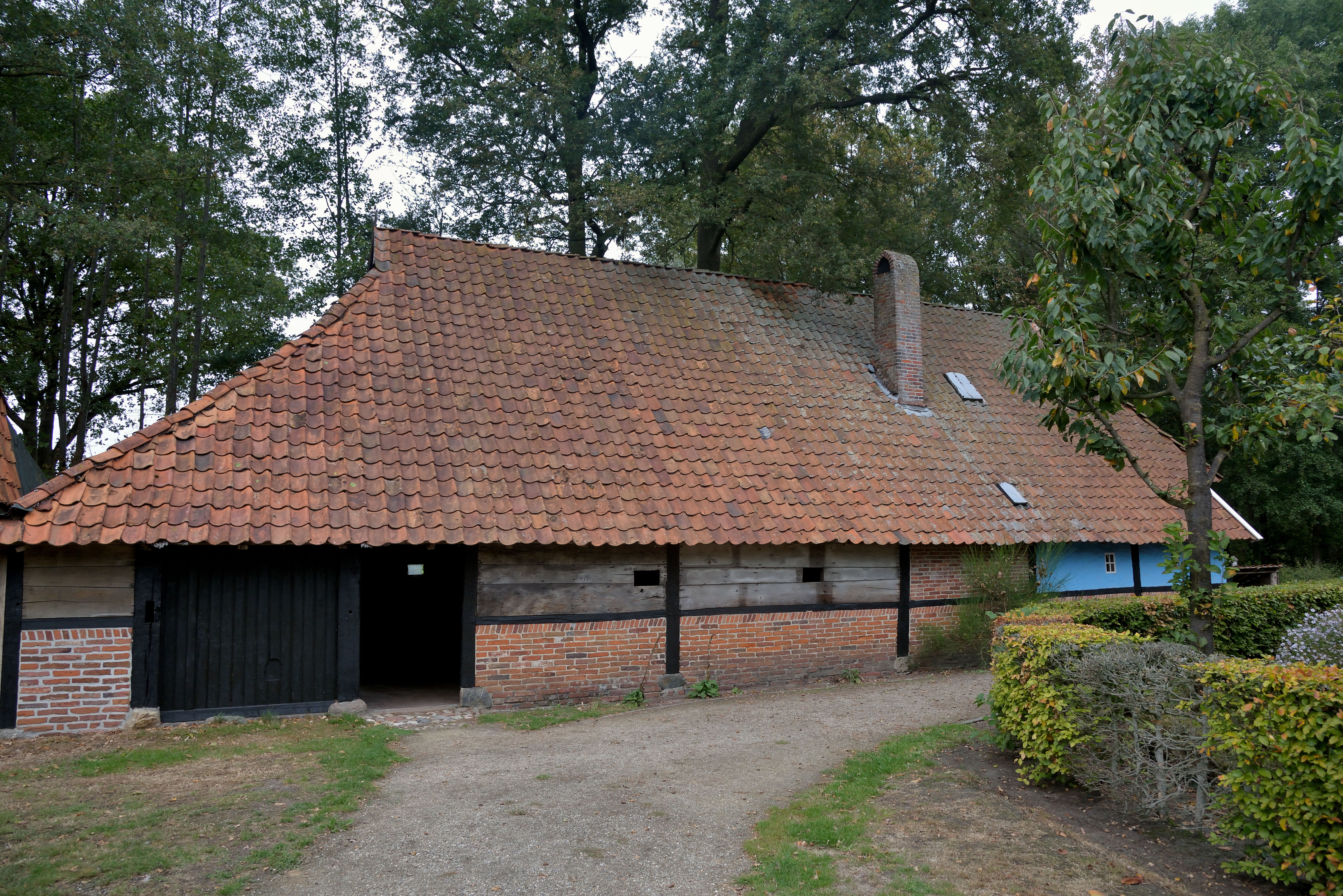
Oliemolen
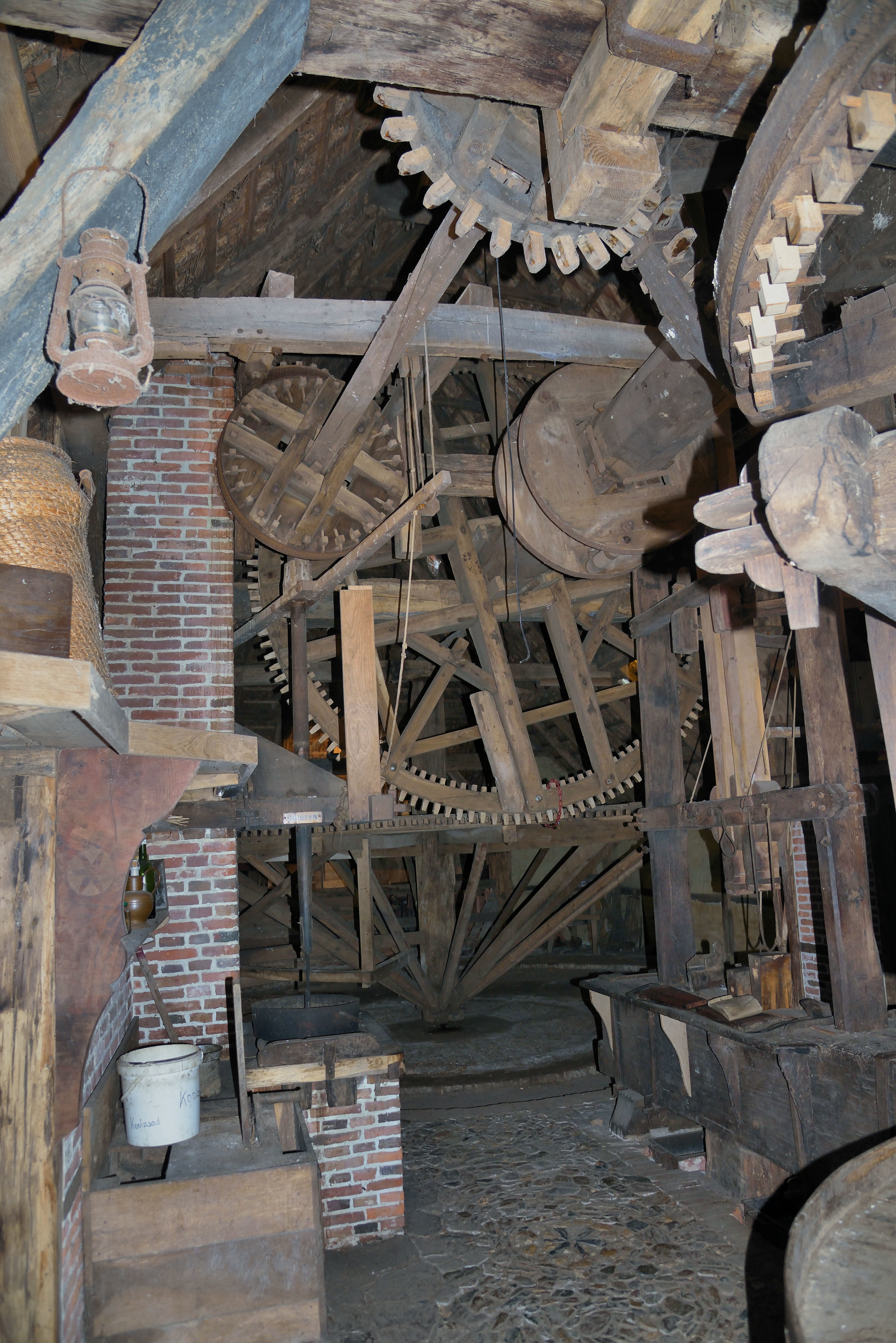
Oliemolen
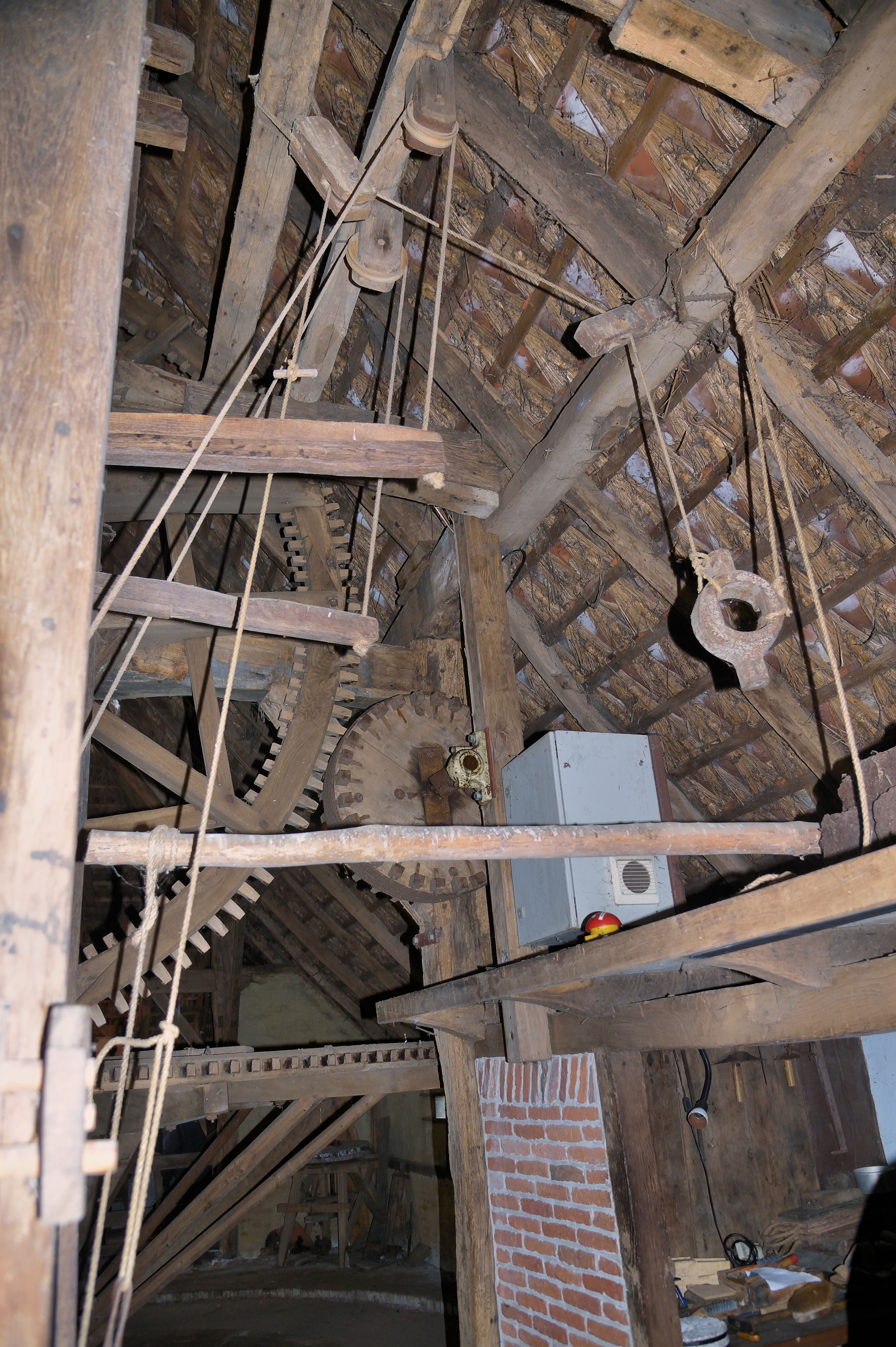
Wentelwiel
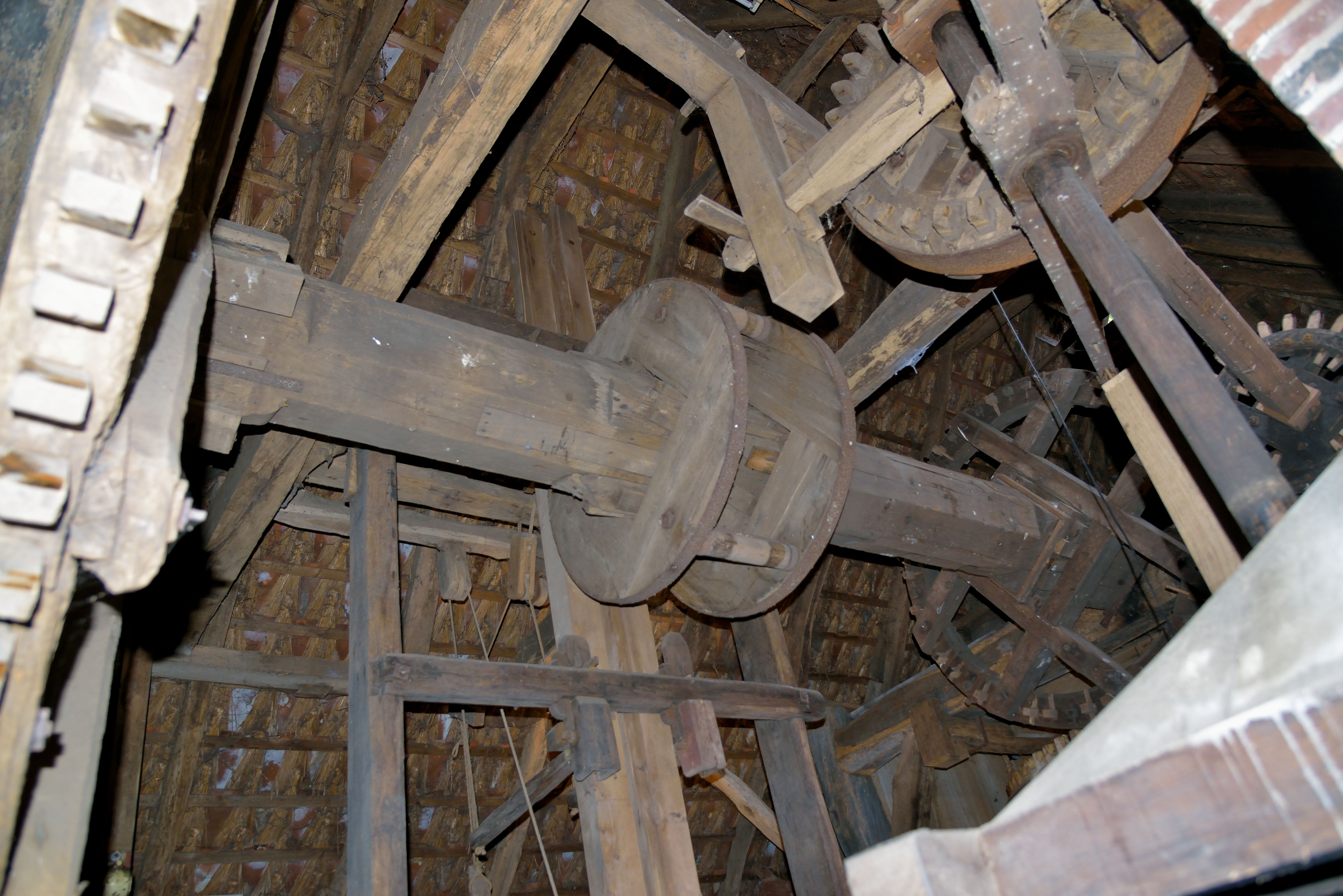
Wentelas
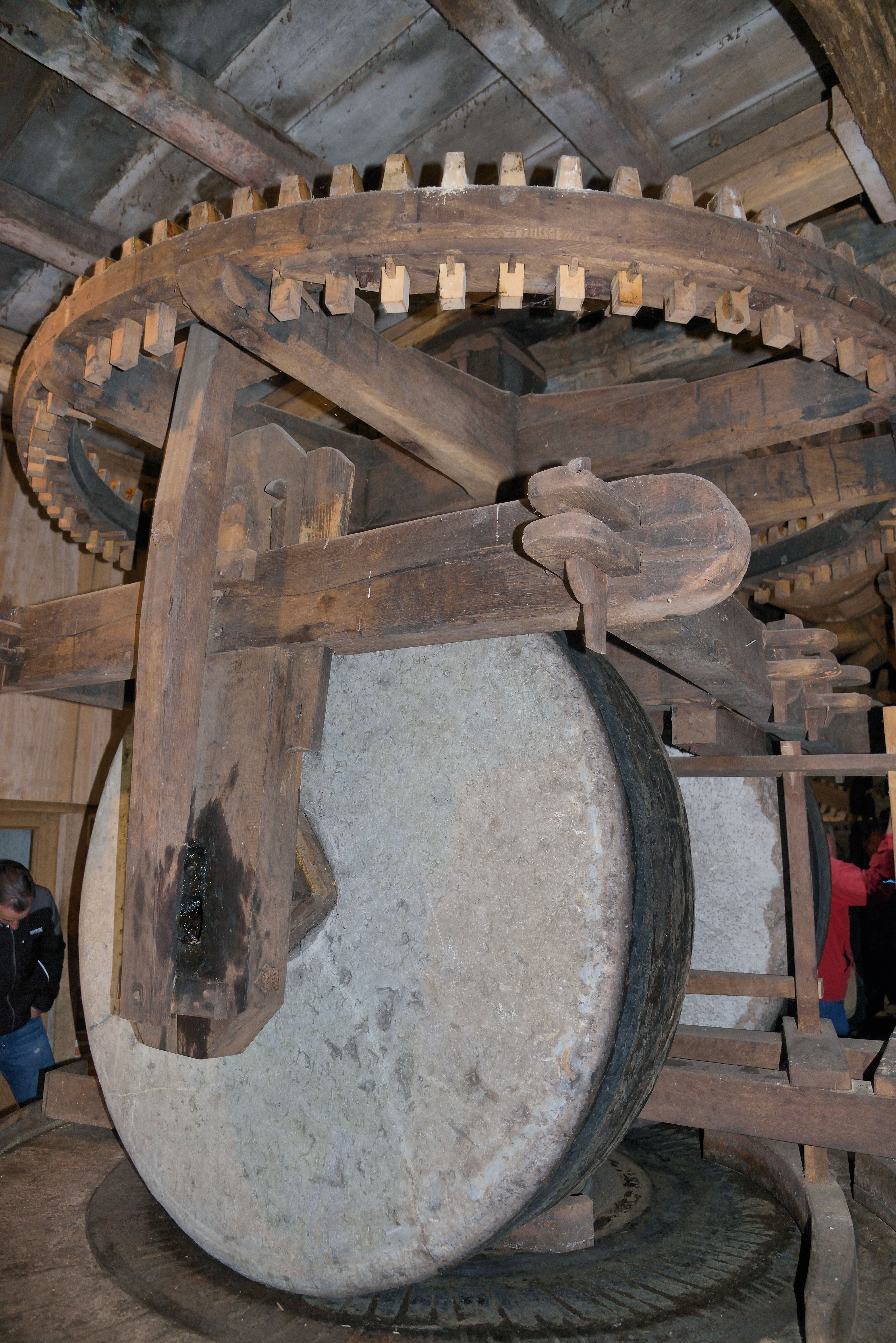
Kantstenen
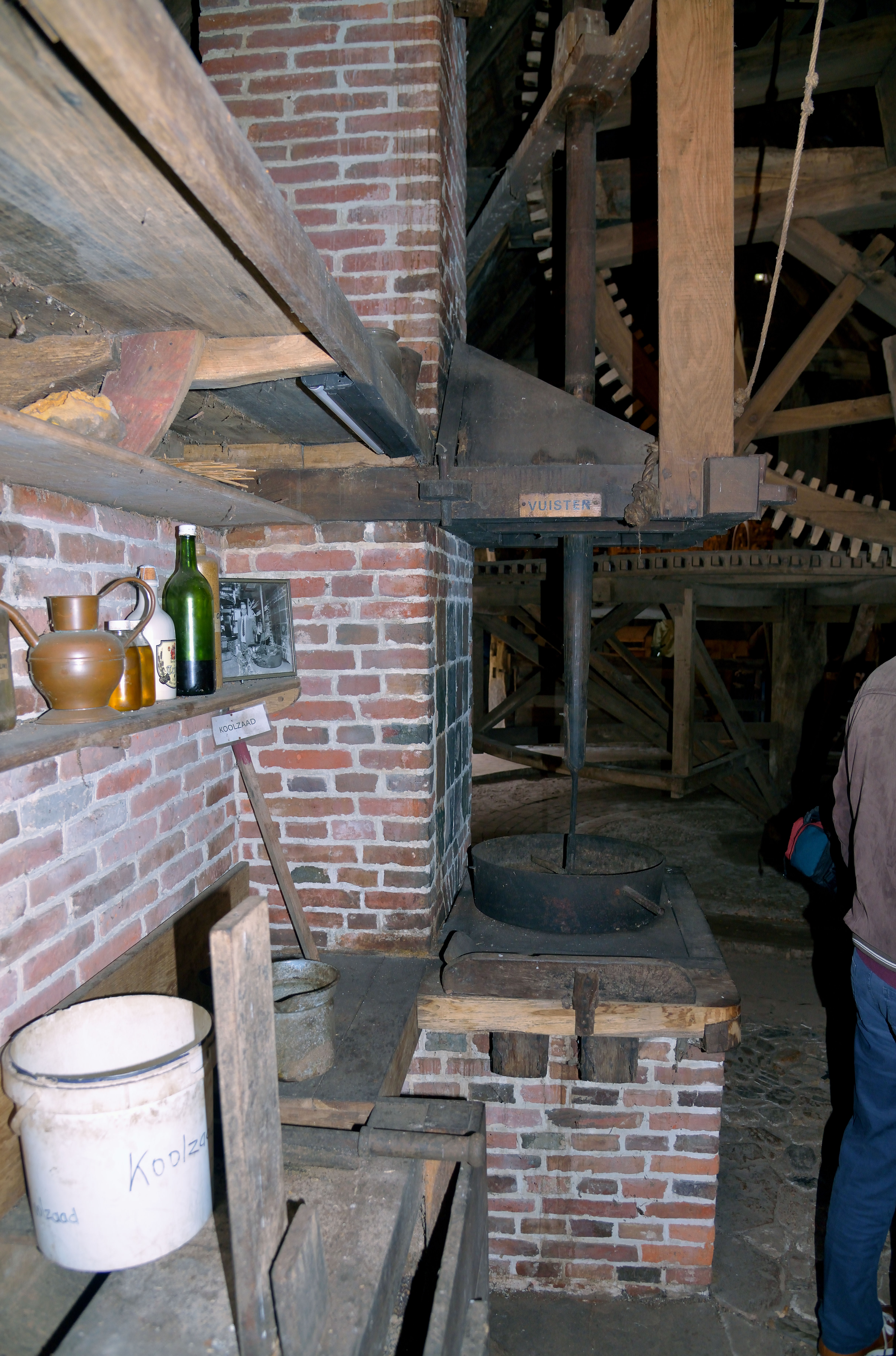
Vuister
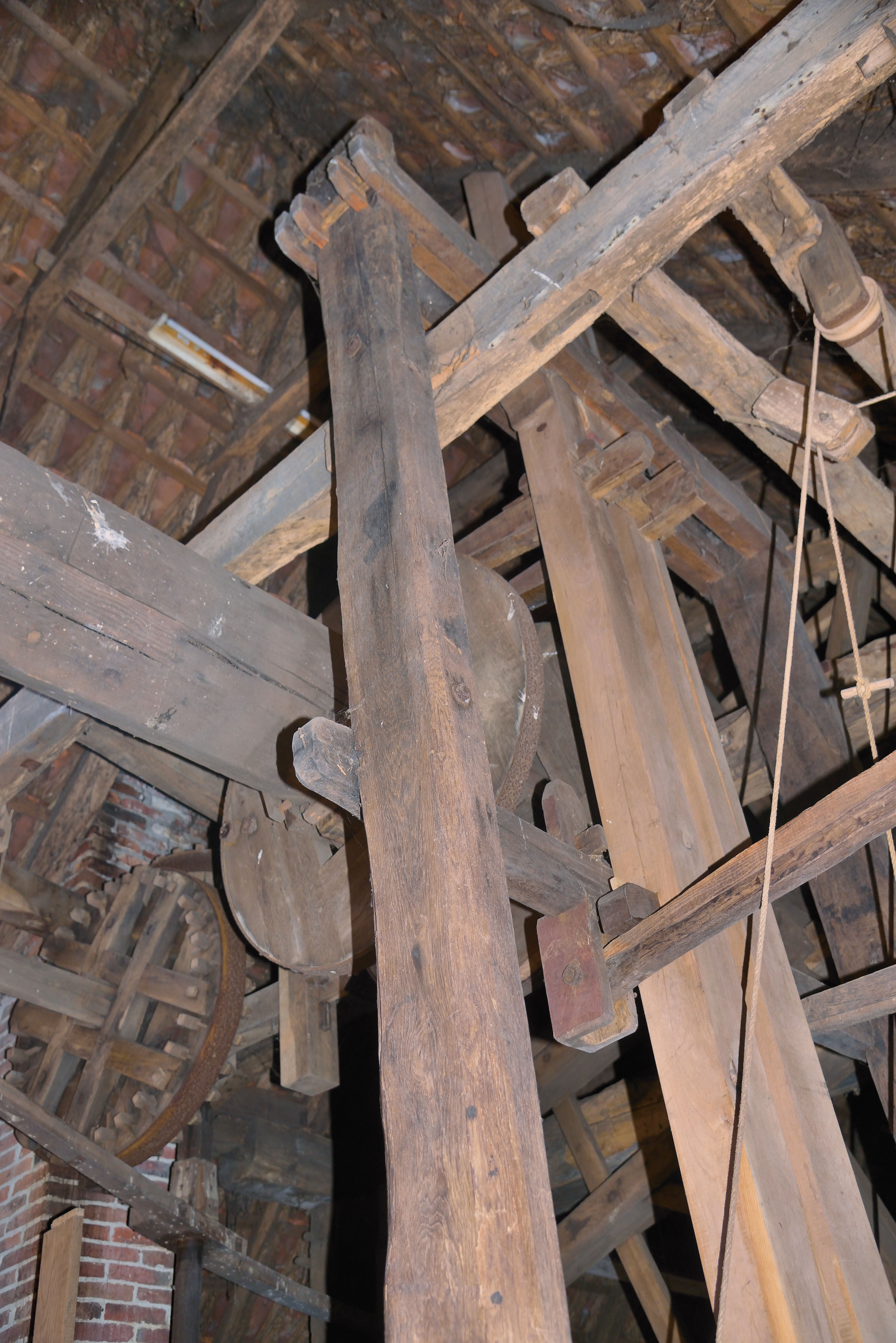
Heien
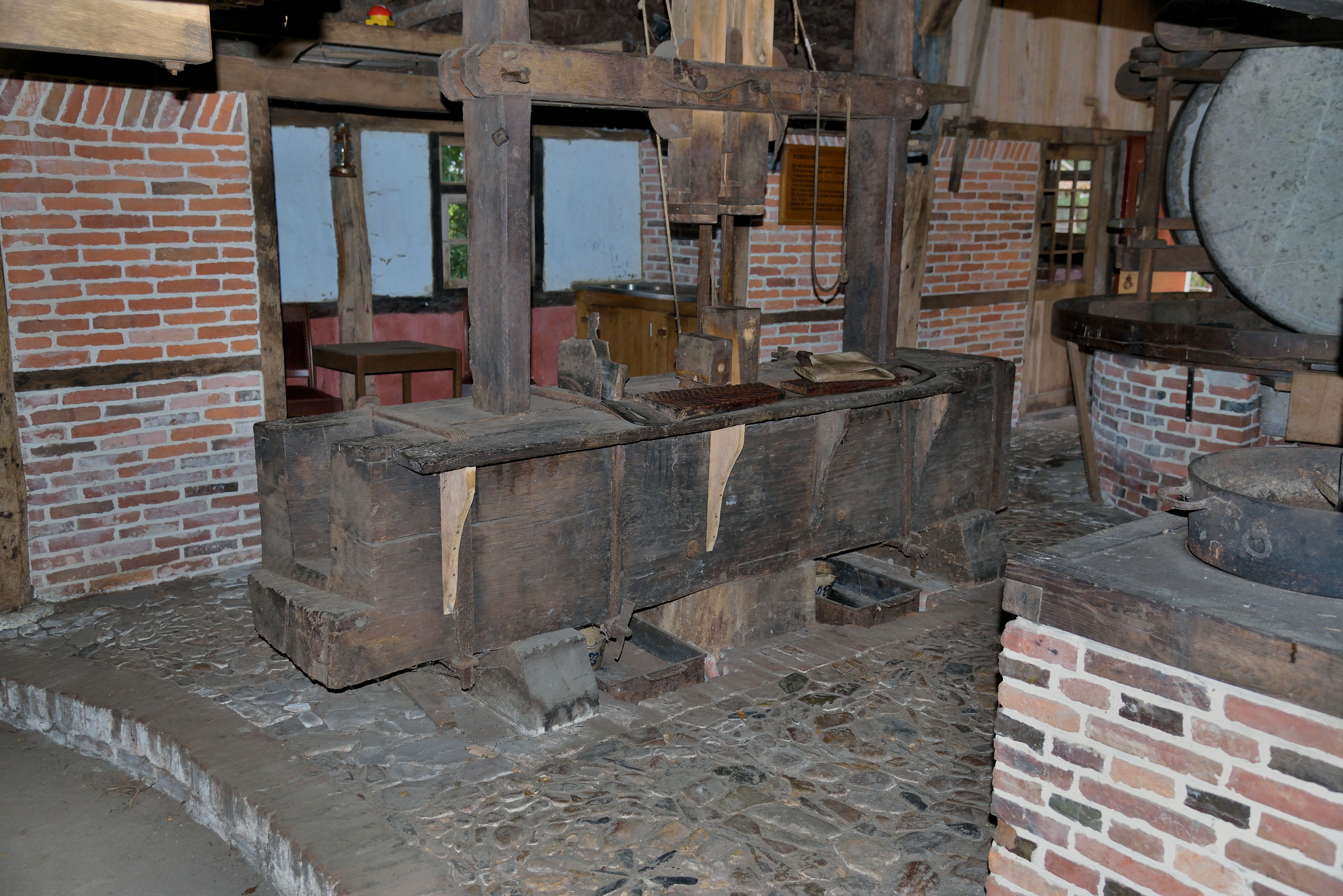
Slagblok en doodbed met kantstenen en rechts vuister
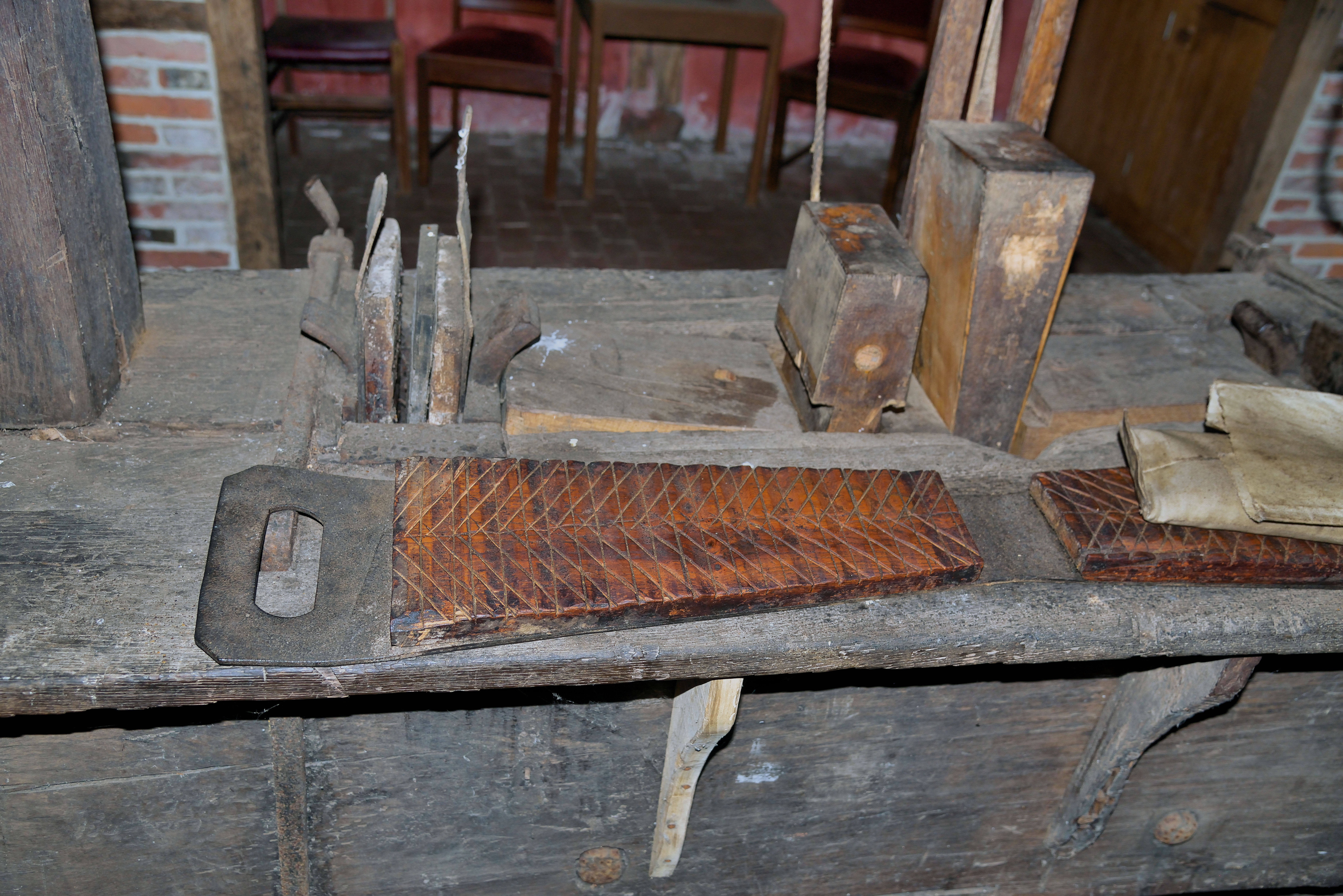
Slagblok met haar
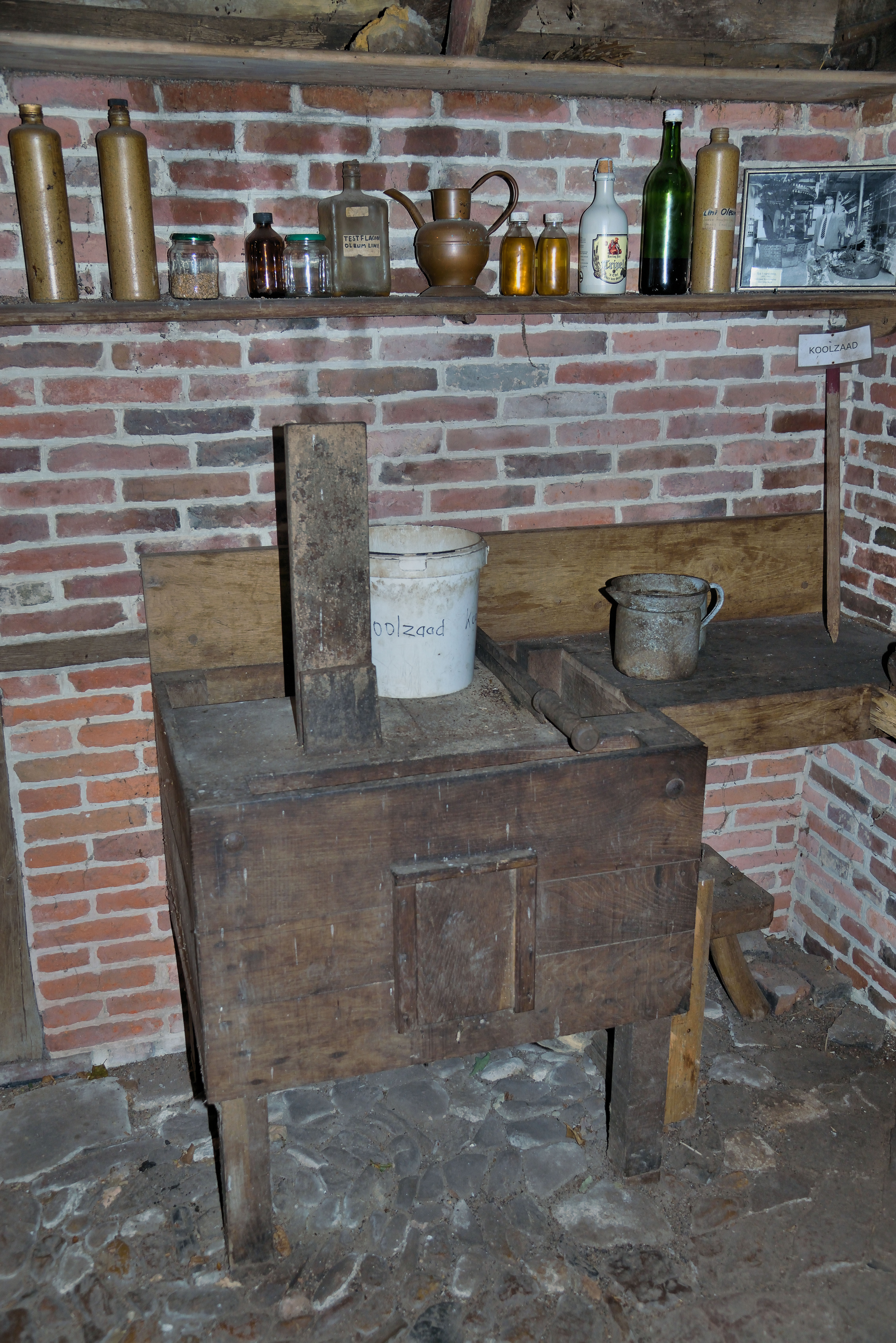
Kaak